# 5-Фторвілардіїн
5-Фторвілардіїн — селективний агоніст АМРА-рецептора; також здатний активувати каїнатний рецептор, але в цьому випадку має набагато більше значення EC50 (тобто, меншу активність). За своєю природою дана речовина є екситотоксичним нейротоксином, тому рідко використовується в дослідах in vivo, але досить часто — в дослідах in vitro, якщо необхідна селективна активація АМРА-рецепторів.
Речовина може існувати в формі двох ізомерів:
- (2R) або D
- (2S) або L